# Fußballjahr 1985
◄ | 1981 | 1982 | 1983 | 1984 | Fußballjahr 1985 | 1986 | 1987 | 1988 | 1989

Weitere Sportereignisse
Das Fußballjahr 1985 wurde von zwei Stadionkatastrophen überschattet. Am 11. Mai forderte die Valley-Parade-Feuerkatastrophe in englischen Bradford 56 Tote. Nur gut zwei Wochen später, am 29. Mai, ereignete sich vor dem Europacup-Endspiel in Brüssel die Katastrophe von Heysel. Bei Ausschreitungen Liverpooler Fans starben 39 Menschen, englische Vereine wurden für fünf Jahre von allen internationalen Wettbewerben ausgeschlossen (der FC Liverpool für sieben).

## International

### Nationalmannschaften
- CONCACAF-Nations-Cup 1985: Sieger  Kanada

### Vereine
- Europapokal der Landesmeister 1984/85:  Juventus Turin, Finale 1:0 gegen FC Liverpool

siehe auch: Katastrophe von Heysel
- Europapokal der Pokalsieger 1984/85:  FC Everton, 3:1 gegen SK Rapid Wien
- UEFA-Pokal 1984/85:  Real Madrid, Finalspiele 3:0 und 0:1 gegen Videoton SC

- Copa Libertadores 1985:  Argentinos Juniors, Finalspiele 1:0, 0:1 und 1:1 (5:4 i. E.) gegen América de Cali

### Fußballer des Jahres
- Ballon d’Or 1985:  Michel Platini
- Südamerikas Fußballer des Jahres:  Julio César Romero
- Afrikas Fußballer des Jahres:  Mohammed Timoumi

## National

### Belgien
- Belgische Meisterschaft: Meister RSC Anderlecht

### Brasilien
- Brasilianische Meisterschaft: Meister Coritiba FC

### Bundesrepublik Deutschland
- Westdeutsche Meisterschaft: Meister FC Bayern München

### DDR
- DDR-Meisterschaft: Meister: BFC Dynamo

### England
- Englische Meisterschaft: Meister FC Everton
- FA Cup 1984/85: Sieger Manchester United

Bei einem Brand im Stadion des Drittligisten Bradford City am 11. Mai sterben 56 Zuschauer (siehe Valley-Parade-Feuerkatastrophe).

### Jugoslawien
- Jugoslawische Meisterschaft: Meister FK Sarajevo

### Liechtenstein
- Liechtensteiner Cup 1984/85: Cupsieger FC Vaduz

### Niederlande
- Niederländische Meisterschaft: Meister Ajax Amsterdam

### Österreich
- Österreichische Fußballmeisterschaft 1984/85: Meister FK Austria Wien
- Österreichischer Fußball-Cup 1984/85: Sieger SK Rapid Wien

### Schottland
- Schottische Meisterschaft: Meister FC Aberdeen

### Schweiz
- Schweizer Fussballmeisterschaft 1984/85: Meister Servette FC Genève

### Uruguay
- Uruguayische Fußballmeisterschaft: Meister Club Atlético Peñarol